# Weird War Tales
Weird War Tales è stata una serie a fumetti pubblicata dalla DC Comics, uscita per 124 albi dal settembre/ottobre 1971 fino al giugno 1983.
Fa parte della corposa produzione di serie dell'occulto e del paranormale edite dalla casa editrice statunitense nel corso degli Anni Settanta, uscite a seguito dell'allentamento delle restrizioni del Comics Code Authority e, con i suoi 12 anni di pubblicazione, rappresenta una delle serie più longeve del periodo. Può vantare artisti di grandissimo talento quali Joe Kubert e Alex Toth che hanno dato il loro contributo ai disegni.

## Storia di pubblicazione
Come molte altre serie antologiche della DC dello stesso periodo, la testata nacque dopo a seguito dell'approvazione delle tematiche narrative di genere horror nei fumetti da parte del Comics Code Authority.
Come evidente dal titolo, la collana si differenziava dalle altre per i soggetti a sfondo bellico, a cui si aggiungevano appunto elementi di horror, ma anche di fantascienza, mistero e suspense. Ogni numero era introdotto dal personaggio di Morte, rappresentata graficamente come uno scheletro vestito con un'uniforme militare diversa in ogni numero. 

Dal punto di vista degli autori che hanno partecipato alla stesura delle storie, va segnalato nel n. 10 (gennaio 1973) il primo lavoro pubblicato professionalmente da Walt Simonson . La prima collaborazione tra Roger McKenzie e Frank Miller avvenne in una storia di due pagine pubblicata in Weird War Tales n. 68 (ottobre 1978). Personaggi ricorrenti cominciarono a comparire più avanti nel corso della serie, in particolare "G.I.Robot" e il ritorno di "The War that Time Forgot" che originariamente comparve in Star Spangled War Comics. Lo scrittore J. M. DeMatteis e l'illustratore Pat Broderick crearono Creature Commandos, in Weird War Comics n. 93 (novembre 1980). Altre storie avrebbero visto la comparsa di soldati robot, fantasmi, non-morti, ed altri personaggi paranormali da diverse ere del tempo.

### Revival
Weird War Tales fu rivista dalla Vertigo nel 1997. Fu pubblicata da una serie limitata in quattro numeri, seguito da uno special di un solo numero nel 2000.